# Pezetaera hoplanthes
Pezetaera hoplanthes är en fjärilsart som beskrevs av Edward Meyrick 1924. Pezetaera hoplanthes ingår i släktet Pezetaera och familjen äkta malar. Inga underarter finns listade i Catalogue of Life.